# Luci Cassi Longí (cònsol any 30)
Luci Cassi Longí (en llatí Lucius Cassius Longinus) va ser un magistrat romà d'ascendència desconeguda.
Va ser cònsol l'any 30. Tiberi el va fer casar amb Drusil·la, la filla de Germànic, però el seu germà Calígula, poc després, la va fer marxar de la casa del seu marit i se la va emportar a casa seva, on vivia obertament amb ella com si fos la seva dona. Cassi va ser procònsol a Àsia l'any 40, i Calígula va ordenar portar-lo carregat de cadenes a Roma, perquè un oracle va advertir a l'emperador que anés amb compte amb un Cassius. L'emperador va interpretar malament l'oracle i va pensar que feia referència a Cassi Longí, perquè era descendent d'una gran família d'idees republicanes, però en realitat es referia a Cassi Querea, que va assassinar després Calígula.